# Sphenorhina lemoulti
Sphenorhina lemoulti är en insektsart som beskrevs av Victor Lallemand 1924. Sphenorhina lemoulti ingår i släktet Sphenorhina och familjen spottstritar. Inga underarter finns listade i Catalogue of Life.